# Eleição municipal de Santo André em 1996
A eleição municipal da cidade brasileira de Santo André em 1996 teve o seu primeiro turno no dia 3 de outubro de 1996, no qual foram eleitos um prefeito, um vice-prefeito e 21 vereadores que foram responsáveis pela administração da cidade paulista no mandato a se iniciar em 1.º de janeiro de 1997 e com término em 31 de dezembro de 2000. O prefeito titular era Newton Brandão, do Partido Trabalhista Brasileiro. Celso Daniel, candidato do Partido dos Trabalhadores foi eleito em turno único, com 61,65% dos votos válidos.
Celso Daniel, prefeito eleito estava no exercício do cargo de Deputado Federal, para qual foi eleito em 1994. Já havia exercido o cargo de prefeito de Santo André entre 1° de janeiro de 1989 e 31 de dezembro de 1992, não conseguindo fazer seu sucessor, José Cicote no pleito daquele ano.
O vice-prefeito eleito foi João Avamileno, também do Partido dos Trabalhadores e então vereador da cidade, eleito em 1992 com 2.545 votos.

## Candidatos
| N° | Prefeito     | Prefeito                                         | Prefeito | Prefeito                                                                           | Vice-prefeito | Vice-prefeito | Vice-prefeito                         | Vice-prefeito | Vice-prefeito                         | Coligação Partido(s)                                 | Ref.  |
| N° | Candidato(a) | Candidato(a)                                     | Partido  | Cargos relevantes                                                                  | Candidato(a)  | Candidato(a)  | Candidato(a)                          | Partido       | Cargos relevantes                     | Coligação Partido(s)                                 | Ref.  |
| -- | ------------ | ------------------------------------------------ | -------- | ---------------------------------------------------------------------------------- | ------------- | ------------- | ------------------------------------- | ------------- | ------------------------------------- | ---------------------------------------------------- | ----- |
| 13 |              | Celso Daniel Celso Augusto Daniel                | PT       | - Prefeito de Santo André (1989-1992) - Deputado Federal por São Paulo (1995-1996) |               |               | João Avamileno                        | PT            | - Vereador de Santo André (1993-1996) | O melhor para Santo André (PT, PCdoB, PDT, PPS, PCB) | [ 3 ] |
| 14 |              | Duílio Pisaneschi                                | PTB      |                                                                                    |               |               | Ajan Marques Ajan Marques de Oliveira | PTB           |                                       | (PTB, PFL, PPB)                                      | [ 4 ] |
| 15 |              | José de Araújo José Francisco de Araújo          | PMDB     |                                                                                    |               |               | Desconhecido                          |               |                                       | (PMDB, PL, PSD, PST)                                 |       |
| 16 |              | Edgard Fernandes Edgard Fernandes Neto           | PSTU     |                                                                                    |               |               | Desconhecido                          |               |                                       | Partido Isolado                                      |       |
| 17 |              | Luiz Carlos Lozio                                | PSL      |                                                                                    |               |               | Desconhecido                          |               |                                       | Partido Isolado                                      |       |
| 40 |              | José Carlos Pereira José Carlos Pereira da Silva | PSB      |                                                                                    |               |               | Desconhecido                          |               |                                       | Partido Isolado                                      |       |
| 45 |              | Joaquim Boaventura Joaquim da Silva Boaventura   | PSDB     |                                                                                    |               |               | Desconhecido                          |               |                                       | (PSDB, PV, PTdoB, PMN)                               |       |

## Resultado da eleição para prefeito
| Candidato                 | Vice                    | 1.º Turno 3 de outubro de 1996 | 1.º Turno 3 de outubro de 1996 |
| Candidato                 | Vice                    | Votação                        | Votação                        |
| Candidato                 | Vice                    | Total                          | %                              |
| ------------------------- | ----------------------- | ------------------------------ | ------------------------------ |
| Celso Daniel (PT)         | João Avamileno (PT)     | 205.317                        | 61,65%                         |
| Duílio Pisaneschi (PTB)   | Ajan Marques (PTB)      | 99.179                         | 29,78%                         |
| José de Araújo (PMDB)     | Desconhecido (PMDB)     | 12.186                         | 3,66%                          |
| Joaquim Boaventura (PSDB) | Desconhecido (PSDB)     | 10.412                         | 3,13%                          |
| Luiz Carlos Lozio (PSL)   | Desconhecido (PSL)      | 2.701                          | 0,81%                          |
| José Carlos Pereira (PSB) | Desconhecido (PSB)      | 2.437                          | 0,73%                          |
| Edgard Fernandes (PSTU)   | Desconhecido (PSTU)     | 809                            | 0,24%                          |
| Total de votos válidos    | Total de votos válidos  | 333.041                        | 100,00%                        |
| Votos apurados            |                         |                                |                                |
| Votos válidos             | Votos válidos           | 333.041                        | 84,97%                         |
| Votos em branco           | Votos em branco         | 10.277                         | 2,62%                          |
| Votos nulos               | Votos nulos             | 48.636                         | 12,41%                         |
| Total de votos apurados   | Total de votos apurados | 391.954                        | 100,00%                        |
| Eleitores                 |                         |                                |                                |
| Comparecimento            | Comparecimento          | 391.954                        | 86,25%                         |
| Abstenções                | Abstenções              | 62.462                         | 13,75%                         |
| Total de eleitores        | Total de eleitores      | 454.416                        | 100,00%                        |

## Câmara de Vereadores
Para o quadriênio 1997-2000, foram eleitos 21 vereadores.
| Vereadores eleitos em Santo André - 1996 | Vereadores eleitos em Santo André - 1996 | Vereadores eleitos em Santo André - 1996 | Vereadores eleitos em Santo André - 1996 |
| Candidato (a)                            | Partido                                  | Votação                                  | Votação                                  |
| Candidato (a)                            | Partido                                  | Votos                                    | %                                        |
| ---------------------------------------- | ---------------------------------------- | ---------------------------------------- | ---------------------------------------- |
| Luiz Zacarias                            | PTB                                      | 6.547                                    | 1,67%                                    |
| Franco Masiero                           | PTB                                      | 6.134                                    | 1,56%                                    |
| Ivete Garcia                             | PT                                       | 5.678                                    | 1,45%                                    |
| Heleni Paiva                             | PT                                       | 5.659                                    | 1,44%                                    |
| Geraldo Aparecido Juliano                | PSDB                                     | 4.907                                    | 1,25%                                    |
| Osvaldo Vieira                           | PMDB                                     | 4.486                                    | 1,14%                                    |
| Vanderlei Siraque                        | PT                                       | 4.355                                    | 1,11%                                    |
| Francisco Alberto                        | PMDB                                     | 4.309                                    | 1,10%                                    |
| Carlos Augusto Alves                     | PT                                       | 4.217                                    | 1,08%                                    |
| Montorinho                               | PT                                       | 4.028                                    | 1,03%                                    |
| André Sanches                            | PPB                                      | 3.762                                    | 0,96%                                    |
| Antônio Aparecido                        | PT                                       | 3.448                                    | 0,88%                                    |
| Ricardo Alvarez                          | PT                                       | 3.333                                    | 0,85%                                    |
| Dinah Zekcer                             | PTB                                      | 3.284                                    | 0,84%                                    |
| Joaquim Henrique dos Santos              | PTB                                      | 3.220                                    | 0,82%                                    |
| Antônio Leite da Silva                   | PT                                       | 3.162                                    | 0,81%                                    |
| João Carlos Raposo                       | PMDB                                     | 3.061                                    | 0,78%                                    |
| Virgílio do Prado                        | PDT                                      | 2.963                                    | 0,76%                                    |
| Luiz Manssur                             | PPB                                      | 2.134                                    | 0,54%                                    |
| Israel Nunes de Santana                  | PFL                                      | 2.092                                    | 0,53%                                    |
| Marcio Pereira                           | PSDB                                     | 2.061                                    | 0,53%                                    |

| Legenda | Legenda      |
| ------- | ------------ |
|         | Reeleito (a) |